# Лукаши (Полтавская область)
Лукаши (укр. Лукаші) — село, Кротовщинский сельский совет, Великобагачанский район, Полтавская область, Украина.
Код КОАТУУ — 5320282202. Население по переписи 2001 года составляло 45 человек.

## Географическое положение
Село Лукаши находится на левом берегу безымянной реки, выше по течению на расстоянии в 0,5 км расположено село Кротовщина, ниже по течению на расстоянии в 1 км расположен пгт Великая Багачка. На реке большая запруда.